# 京能集团
北京能源集团有限责任公司，簡稱京能集团，是中華人民共和國北京市擁有的能源投資集團。集團擁有上市公司京能电力、昊华能源、京能置业、京能清潔能源、北京能源國際，以及非上市公司「北京京能国际能源股份有限公司」（京能国际）等等。集團前身是北京国际电力开发投资公司，是北京石景山热电厂的投資者。

## 歷史
北京国际电力开发投资公司（北京国电）是北京市擁有的全民所有制企业。公司投資興建北京市的电厂，例如石景山热电厂，以及内蒙古自治区、河北省等地的电厂等等。
1999年，北京国电與國家電力公司旗下的华北电力（因為廠網分離改革，現已改組成國家電網華北電網）合組股份有限公司京能热电（現名京能电力），向該公司注入石景山热电厂、石景山发电总厂的经营性资产。該公司於2002年成為上市公司，並向母公司北京国电（京能集团）收購其他电厂。
2004年，北京国电與北京市综合投资公司合併重組為北京能源投資（集團）有限公司，簡稱京能集团。2007年，集團成立子公司「北京京能国际能源股份有限公司」（京能国际），上市公司京能电力改由京能国际控股。京能国际成立原意，本為集團資產於香港交易所整體上市，但至今並未成事。
2014年，京能集团與京煤集團合併，後者成為子公司。公司的新法人名稱為北京能源集团有限责任公司，但簡稱不變。2015年，時任集團董事長陆海军涉嫌严重违纪，接受组织调查。其職位從缺一年後，由朱炎取代。但不久朱炎亦因违纪而被姜帆取代。
2020年，京能集团透過「京能香港」收購上市公司熊貓綠能，並改名北京能源國際控股（簡稱北京能源國際）。

## 歷任領導
- 韩伯平（管理委员会主任（1993年至1994年）；董事长（1994年至1997年）[10]）
- 陆海军（董事长、党委书记（2008年至2015年）[11]）
- 朱炎（董事长、党委书记（2016年至2017年）[7]）
- 姜帆（董事长、党委书记（2017年至今））

## 外部連結
- 官方网站